# José Marques de Melo
José Marques de Melo (Palmeira dos Índios, junho de 1943 — São Paulo, 20 de junho de 2018) foi um jornalista, pesquisador e professor universitário brasileiro, conhecido por ter sido o primeiro doutor em Jornalismo e um dos principais teóricos da comunicação no país.

## Biografia
Formou-se em Jornalismo pela Universidade Católica de Pernambuco em 1964, bacharel em Ciências Jurídicas e Sociais pela Universidade Federal de Pernambuco em 1965 e fez pós-graduação em Ciências da Informação Coletiva no Equador, em 1966. No mesmo ano, iniciou carreira acadêmica no Recife, no período anterior à sua ida a São Paulo.
Tornou-se professor da Universidade de São Paulo ainda no final da década de 1960, porém foi impedido de exercer a docência em universidades públicas brasileiras durante o regime militar entre os anos de 1974 a 1979, ano em que foi anistiado e retomou suas funções na Universidade pública. Foi também professor na Faculdade Cásper Líbero e na Universidade Metodista de São Paulo. Em 1989, exerceu o cargo de diretor da ECA-USP, mandato cumprido até 1993.
Começou a trabalhar como jornalista, em 1959, integrando as equipes dos jornais Gazeta de Alagoas (AL) e Jornal de Alagoas (AL), atuando depois no Jornal do Commércio (PE), Última Hora/Nordeste (PE), A Gazeta (SP), O São Paulo (SP) e na Revista de Cultura Vozes (RJ). Colaborou ainda como articulista dos jornais O Estado de S.Paulo (SP), Folha de S.Paulo (SP), Correio Braziliense (DF), Zero Hora (RS), Diário do Grande ABC (SP), Diário de Pernambuco (PE) e A Tarde (BA).
Também publicou cerca de 173 livros que abordaram temas como mídia, cultura popular e gêneros do jornalismo.
Em 1977, fundou a Sociedade Brasileira de Estudos Interdisciplinares da Comunicação (Intercom), tornando-se o primeiro presidente da entidade.
Foi agraciado com as seguintes distinções honoríficas: Prêmio Wayne Danielson de Ciências da Comunicação, da Universidade do Texas (Austin, EUA); Medalha Rui Barbosa, do Ministério da Cultura (Rio de Janeiro); Professor Honoris da Universidade Católica de Santos (São Paulo); Presidente de Honra da Sociedade Brasileira de Estudos Interdisciplinares da Comunicação, e Professor Emérito da ECA-USP.
José era portador da Doença de Parkinson, e morreu em 2018 após sofrer um infarto fulminante. Foi velado em São Paulo.